# Le figure retoriche
Le figure retoriche è un saggio di Bice Mortara Garavelli, docente di grammatica italiana presso l'Università di Torino, edito da Bompiani.

## Caratteristiche
Il libro tratta degli "effetti speciali" della lingua, ed è pertanto di interesse per chi si occupi di comunicazione. Di facile consultazione, è stato predisposto per l'uso scolastico.  
Le figure della retorica sono illustrate attraverso un apparato esemplificativo che si avvale ampiamente di citazioni tratte dalla letteratura, dal giornalismo e dalla pubblicità del periodo 1970-1990.

## Struttura
Il volume si articola nei seguenti capitoli: 
1. Retorica: interna ed esterna
2. Figura: forma e immagine
3. Come creare significati complessi
4. Effetti speciali della sinonimia
5. Trovare le somiglianze
6. Giocare con le parole
7. Il parlare in breve
8. Il silenzio
9. Il parlare sentenzioso
10. Mettere davanti agli occhi
11. Indugiare, rifinire, spiegare
12. Forme dell'accumulazione
13. Parentesi e digressioni
14. Drammatizzare il discorso
15. Forme della ripetizione. Parallelismi sui vari livelli del discorso
16. Mettere gli opposti in parallelo
17. Cambiamenti nell'ordine delle parole e delle idee
18. Effetti speciali di anomalie sintattiche e semantiche
19. Raffigurare coi suoni